# Alone with everybody
Alone with everybody es el primer álbum solista del cantante inglés Richard Ashcroft.
Fue lanzado al mercado en junio de 2000, y contiene 11 canciones.
Llegó a ocupar la posición #1 en los charts de Inglaterra.

## Resumen
Alone with everybody es el álbum debut solista de Richard Ashcroft. El mismo contó con la participación de Pete Salisbury (ex The Verve) tocando la batería.
Resultó con un sonido muy parecido al que tenía The Verve, aunque más melódico y pausado. No obstante, los sonidos roqueros y de batería están presentes en el mismo.
El álbum alcanzó el #1 en las listas de popularidad, y el sencillo A song for the lovers alcanzó el lugar #3.
Además de la difundida A song for the lovers, se destacan canciones como Crazy world, en donde hace un guiño al estilo del veterano Tom Petty, y en el que Ashcroft suplica "shelter me" (cobíjame), en una muestra de cierta desesperación que plantea durante todo el disco.
Alone with everybody está minado de baladas con guitarras como Brave new world (una gran aproximación a The Verve), o Everybody (canción final del disco).
New York y Money to burn muestran su faceta más roquera, mientras C'Mon people (we're making it now) parece salido del pasado, con la presencia pacifista del espíritu de John Lennon.

## Lista de canciones
1. «A Song For The Lovers» – 5:26
2. «I Get My Beat» – 6:02
3. «Brave New World» – 5:59
4. «New York» – 5:30
5. «You On My Mind In My Sleep» – 5:06
6. «Crazy World» – 4:57
7. «On A Beach» – 5:09
8. «Money To Burn» – 6:15
9. «Slow Was My Heart» – 3:44
10. «C'mon People (We're Making It Now)» – 5:03
11. «Everybody» – 6:34

### Bonus tracks (Japón)
1. «Leave Me High» – 5:22
2. «XXYY» – 4:24

### Caras B
1. (Could Be) A Country Thing, A Blues Thing, A City Thing
2. Precious Stone
3. Leave Me High
4. XXYY
5. Make A Wish
6. For The Lovers

## Videoclip Alternativo deMoney To Burn
En el año 2000, según el medio London's Daily Mirror, Ashcroft finalizó un videoclip con Jonathan Glazer (director de A Song For The Lovers) para la canción Money To Burn, pero optó por descartarlo pese a haber costado medio millón de libras. 
The Mirror dijo que Ashcroft cambió de opinión después de que su mujer, Kate Radley, se opusiese al uso de bailarinas con poca ropa. Aunque oficialmente, Ashcroft descartó la grabación de Glazer porque "sentía que no había captado la esencia de la canción".

## Lista de sencillos
1. «A Song For The Lovers»
2. «Money To Burn»
3. «C'mon People (We're Making It Now)»